# 28787 Peterpinko
28787 Peterpinko è un asteroide della fascia principale. Scoperto nel 2000, presenta un'orbita caratterizzata da un semiasse maggiore pari a 2,5582115 au e da un'eccentricità di 0,1084304, inclinata di 4,24371° rispetto all'eclittica.
L'asteroide è dedicato all'insegnante statunitense Peter Pinko.